# Droga wojewódzka nr 674
Droga wojewódzka nr 674 (DW674) – droga wojewódzka w Polsce (województwo podlaskie) o długości 21,5 km łącząca Sokółkę z Krynkami, a co za tym idzie - łączy drogę krajową nr 19 i drogę wojewódzką nr 673 z drogą wojewódzką nr 676.